# Dana Dragomir
Dana Dragomir (n. 22 iulie 1964, București) este o muziciană și compozitoare suedeză de origine română.
Dana Dragomir este cel mai bine cunoscuta pentru interpretarea piesei "Mio Mio", scrisă de Benny Andersson și Björn Ulvaeus, membri ai formației ABBA. Este prima naistă profesionistă din lume. Muzica ei este un amestec de pop, Pop simfonic și  New Age. A cunoscut succesul în Suedia, ajungând în topuri cu mai multe albume, fiind citată ca cel mai bun artist instrumental din Scandinavia la vânzări de discuri.

## Biografie
Dana are o educație de doisprezece ani la prestigiosul Liceu de  muzică „Dinu Lipatti” din București, locul ei de naștere. A fost descoperită și a devenit o vedetă consacrată de la vârsta de șaisprezece ani, în țara ei natală.
În 1985, la vârsta de 21 de ani, a părăsit România pentru o perioadă de 3 ani de contract în Las Vegas, managerul ei de atunci având planuri mari pentru lansarea ei în Statele Unite ale Americii. Aceștia erau ultimii ani ai erei Ceaușescu și Securitatea a lăsat-o să plece din țară doar cu condiția că ea va spiona pentru ei. Dragomir însă nu a avut intenția de a mai reveni vreodată în România. Dezertarea ei a avut mari consecințe pentru părinții ei, care ambii, și-au pierdut  locul de muncă. După anii '90 s-a întors în România unde ulterior a dat spectacole și interviuri.
Între timp, nesatisfăcută de procesul lent de dezvoltare al proiectului în Statele Unite ale Americii, a părăsit țara și pe managerul ei ca să se stabilească în Suedia. Marele ei succes a venit în 1991, cu interpretarea piesei "Mio min Mio", un cântec inițial compus în 1987 pentru filmul Mio în Țara Îndepărtată de către cei doi foști membri ABBA, Benny Andersson și Björn Ulvaeus. Versiunea ei instrumentala a devenit un mare succes și a rămas în topul suedez sv:Svensktoppen timp de zece săptămâni, ajungând pe locul 1. Dragomir a fost primul artist instrumental care a urcat pe locul 1 în acest top.
A fost căsătorită cu Klas Burling, un legendar producător și prezentator de radio și TV, cel mai bine cunoscut pentru aducerea trupei Beatles pentru prima dată în Suedia în 1963, și care, de asemenea, acționat ca managerul ei. Împreună au o fiică, Alexandra Burling, născută în august 1994.

## Discografie

### Albume
| Anul | Album                                      | Pozițiile de vârf ale diagramei | Pozițiile de vârf ale diagramei | Pozițiile de vârf ale diagramei |
| Anul | Album                                      | SWE                             | NOR                             | DEN                             |
| ---- | ------------------------------------------ | ------------------------------- | ------------------------------- | ------------------------------- |
| 1987 | Från Orup till Bellman cu Merit Hemmingson | —                               | —                               | —                               |
| 1989 | Merry Christmas                            | —                               | —                               | —                               |
| 1991 | Fluty Romances                             | 26                              | —                               | —                               |
| 1992 | Demiro                                     | 28                              | —                               | —                               |
| 1995 | Panflöjts favoriter (cu Gheorghe Zamfir)   | 21                              | —                               | —                               |
| 1996 | Pandana publicat de EMI en:Electrola       | 41                              | —                               | —                               |
| 1997 | Traditional                                | —                               | —                               | —                               |
| 1999 | Favoriter                                  | —                               | —                               | —                               |
| 2000 | Pan Is Alive And Well                      | 40                              | —                               | —                               |
| 2007 | Älskade svenska visor                      | 22                              | —                               | —                               |
| 2011 | The best of me                             | 20                              | —                               | —                               |
| 2014 | Frost                                      | —                               | —                               | —                               |

"—" denotă versiuni care nu au ajuns in top sau nu se cunoaste pozitia.

## Compoziții proprii
Dana Dragomir nu cântă doar cover-uri, ci a și compus melodii proprii (de multe ori împreună cu muzicieni ca Per Andreasson, Amadin, Peter Grönvall, Kristian Lundin, David Kreuger,  și Renate Cumerfield.)

### Compoziții proprii
1992 Into the light (De pe albumul Demiro)

### Muzica compusă cu alți muzicieni
1991 Cântecul lui Iancu Jianu cu Per Andreasson (De pe albumul Fluty Romances)
1991 Cries of Beirut cu Per Andreasson (De pe albumul Fluty Romances)
1991 Firutza cu Per Andreasson (De pe albumul Fluty Romances)
1991 Ah, IA zein cu Per Andreasson (De pe albumul Fluty Romances)
1995 Marmarooni cu Renate Cumerfield (de pe albumul Pandana is Dana Dragomir)
1995 December 7 cu Amadin la Cheiron Studious (De pe albumul Pandana)
1995 Ote n cu R. Cumerfield (De pe albumul Pandana)
1995 Rich and Poor (From the album Pandana) 
1995 Imagination with sv:Jonas Berggren
1995 Whispering Waves cu Per Magnusson la Cheiron Studios (De pe albumul Pandana)
1995 Seven Valleys la Cheiron Studios (De pe albumul Pandana)
1995 One man woman cu Amadin la Cheiron Studios (De pe albumul Pandana)
1999 Pan is alive, cu Peter Grönvall (De pe albumul Pan is alive and well) 
1999 Salomeia cu Peter Grönvall (De pe albumul Pan is alive and well)
1999 Complaint cu Peter Grönvall (De pe albumul Pan is alive and well)

## Premii și nominalizări
Nominalizata la premiile Grammis în 1990 cu Merit Hemmingson 